# Lust for Life
Lust for Life är ett musikalbum av Iggy Pop, släppt 1977. Det var hans andra soloalbum och brukar tätt följt av hans första, The Idiot, räknas som ett av hans bästa album. På denna skiva är David Bowies inflytande mindre än på det första albumet, vilket märks i och med att albumet är mer traditionellt rockbaserat än baserat på experimentell och elektronisk musik. Många av låtarna är också självreflekterande. Som producent för skivan angavs "Bewley Brothers", vilket i själva verket var en pseudonym för Iggy Pop, David Bowie och Colin Thurston.
I USA släpptes en singel från albumet, "Success" med "The Passenger", som b-sida. I Europa släpptes titelspåret som singel i vissa länder, och då var "Success" istället b-sida.

## Låtlista
1. "Lust for Life" (David Bowie/Iggy Pop) - 5:13
2. "Sixteen" (Iggy Pop) - 2:26
3. "Some Weird Sin" (David Bowie/Iggy Pop) - 3:42
4. "The Passenger" (Ricky Gardiner/Iggy Pop) - 4:44
5. "Tonight" (David Bowie/Iggy Pop) - 3:39
6. "Success" (David Bowie/Iggy Pop) - 4:25
7. "Turn Blue" (David Bowie/Walter Lacey/Warren Peace/Iggy Pop) 6:56
8. "Neighborhood Threat" (David Bowie/Ricky Gardiner/Iggy Pop) - 3:25
9. "Fall in Love With Me" (David Bowie/Iggy Pop/Hunt Sales/Tony Sales) - 6:30

## Listplaceringar
- Billboard 200, USA: #120[1]
- UK Albums Chart, Storbritannien: #28[2]
- Nederländerna: #8[3]